# Wylky
Wylky (ukr. Вилки) – wieś na Ukrainie, w  obwodzie iwanofrankiwskim, w rejonie kałuskim.